# Stożkówka ochrowordzawa
Stożkówka ochrowordzawa (Conocybe mesospora Kühner ex Watling) – gatunek grzybów z rodziny gnojankowatych (Bolbitiaceae).

## Systematyka i nazewnictwo
Pozycja w klasyfikacji według Index Fungorum: Conocybe, Bolbitiaceae, Agaricales, Agaricomycetidae, Agaricomycetes, Agaricomycotina, Basidiomycota, Fungi.
Po raz pierwszy opisał go w 1935 r. Robert Kühner, jako Conocybe mesospora f. typica, ale prawidłową diagnozę gatunku sporządzili dopiero w 1980 roku R. Kühner i Roy Wattling. Synonimy:
- Conocybe mesospora Kühner 1935
- Conocybe mesospora Kühner ex Singer 1959
- Conocybe mesospora f. typica Kühner 1935
- Conocybe mesospora var. excedens Kühner 1935

Nazwę polską zaproponował Władysław Wojewoda w 2003 r.

## Morfologia
Kapelusz
Średnica 8–15 mm, początkowo dzwonkowaty lub dzwonkowato-stożkowaty, później stożkowato-wypukły do płasko-wypukłego z niewielkim garbkiem, higrofaniczny. Powierzchnia, gładka, w stanie wilgotnym prążkowana do połowy promienia i więcej, pomarańczowobrązowa lub rdzawobrązowa, na brzegu jaśniejsza, żółtobrązowa do brązowopomarańczowej, po wyschnięciu bladopomarańczowa lub ochrowożółta, ale nigdy biaława lub szarawa.
Blaszki
Wąsko przyrośnięte do prawie wolnych, dość rzadkie (L = 15–25, l = 3–7), o szerokości do 2 mm, brzuchate, początkowo jasnoochrowe, później żółtobrązowe do rdzawobrązowych. Krawędzie tej samej barwy lub nieco jaśniejsze, drobno kłaczkowate.
Trzon
Wysokość 20–45 mm, grubość 1–1,5 mm, cylindryczny z maczugowatą podstawą o średnicy do 3 mm, pusty. Powierzchnia wzdłużnie oprószona i prążkowana, początkowo kremowa do jasnoochrowej, później, zaczynając od podstawy, ciemniejąca do miodowobrązowej lub pomarańczowobrązowej.
Miąższ
W kapeluszu o grubości do 1 mm, bladożółtawy, w trzonie blado pomarańczowobrązowy, ciemniejszy u podstawy. Zapach i smak niewyraźne. Brak reakcji z amoniakiem.
Wysyp zarodników
Jasnordzawobrązowy.
Cechy mikroskopowe
Zarodniki 7,5–12 × 5–6 µm, Q = 1,5–2,06, w widoku z przodu jajowate, wąsko jajowate lub elipsoidalne, w widoku z boku elipsoidalne, lekko spłaszczone brzusznie do lekko migdałowatych, cienkościenne, brązowożółte z centralną porą rostkową o szerokości do 1 µm. Podstawki 4-zarodnikowe, 14–22 × 8–9 μm, zgrubiałe. Cheilocystydy butelkowate, 12–22 × 6–9,5 μm, w kształcie kręgli, z szyjką do 2,5 × 1,5 μm i główką o szerokości 3–5 μm. Pleurocystyd brak. Pileocystydy rozproszone, z brązowymi ściankami, 22–29 × 6,5–7 μm, w kształcie kręgli, szyjką do 10 ×2 μm i główką o szerokości 4–5 μm. Kaulocystydy głównie w kształcie kręgli, 14–24 × 8–10 μm, z szyjką do 6,5 × 2 μm i główką o szerokości 3,5–5 μm, z nieznaczną domieszką elementów kulistych i szeroko maczugowatych o wymiarachdo 12 × 6,5 μm. Skórka kapelusza zbudowana ze sferocytów i gruszkowatych komórek o szerokości 14–25 μm. Obecne sprzążki.
Gatunki podobne
Conocybe brachypodii odróżnia się małymi, matowobrązowymi owocnikami, w eksykatach szarawymi, małymi cienkościennymi zarodnikami i cystydami o małych główkach. Stożkówka ochrowordzawa ma jaśniejsze owocniki, które po wysuszeniu nigdy nie są szare, ponadto jej reakcja z amoniakiem jest zawsze ujemna.

## Występowanie i siedlisko
Podano stanowiska stożkówki ochrowordzawej w Ameryce Północnej i Środkowej, w Europie, Azji, Australii i na Nowej Zelandii, najliczniejsze w Europie. W Polsce rozprzestrzenienie i częstość występowania nie są znane. W piśmiennictwie naukowym do 2003 r. podano 3 stanowiska, ale w późniejszych latach podano wiele nowych. W internetowym atlasie grzybów znajduje się na liście gatunków zagrożonych i wartych objęcia ochroną.
Naziemny grzyb saprotroficzny. Występuje w lasach liściastych, na ich obrzeżach i przy drogach leśnych, także poza lasami na krzaczastych i trawiastych łąkach, pastwiskach i poboczach dróg.